# Aphelacaridae
Aphelacaridae är en familj av kvalster. Aphelacaridae ingår i överfamiljen Palaeacaroidea, ordningen Sarcoptiformes, klassen spindeldjur, fylumet leddjur och riket djur. Enligt Catalogue of Life omfattar familjen Aphelacaridae 2 arter. 
Kladogram enligt Catalogue of Life:
| Aphelacaridae | \| \| Adelphacarus \| \| \| \| \| \| Aphelacarus \| \| \| \| |
|               | \| \| Adelphacarus \| \| \| \| \| \| Aphelacarus \| \| \| \| |
|               | Ctenacaridae                                                 |
|               |                                                              |
|               | Palaeacaridae                                                |
|               |                                                              |
|               | Adelphacarus                                                 |
|               |                                                              |
|               | Aphelacarus                                                  |
|               |                                                              |

|  | Adelphacarus |
|  |              |
|  | Aphelacarus  |
|  |              |